# NK Jedinstvo Bihać
NK Jedinstvo ja bosanskohercegovački nogometni klub iz Bihaća.

## Povijest
Nogometni klub Jedinstvo osnovan je 1919. godine. Nakon završetka drugog svjetskog rata 1945. godine ponovo je održana osnivačka skupština kluba, a za predsjednika je izabran Božo Popović. Godine 1946. Jedinstvo igra u Republičkoj ligi BiH zajedno sa sarajevskim Torpedom, mostarskim Veležom, zeničkim Čelikom, tuzlanskom Slobodom i dr. Dvije sezone igraju u Republičkoj ligi BiH da bi u sezoni 1948./49. godine ispali te natjecanje nastavili u Banjalučkoj regionalnoj ligi. Nakon skoro dva desetlječa igranja u regionalnoj ligi Jedinstvo u sezoni 1967./68. preko kvalifikacija postaje članom Druge nogometne lige Jugoslavije na čelu s tadašnjim predsjednikom Bekirom Kadićem. S većim ili manjim uspjehom u drugoj ligi Jedinstvo ostaje do početka 1980-ih kada počinje padati.
Nakon rata u BiH Jedinstvo nakon kvalifikacija igra u Prvoj ligi NSBiH koju su osvojili u sezoni 2000./01. Najveći uspjesi u poslijeratnom periodu im je nastup u Intertoto kupu 1999. godine. Tada su u prvom kolu u dvije utakmice bili bolji od momčadi GÍ Gøta s Farskih otoka (0:1, 3:0), dok su u drugom kolu dva puta poraženi od rumunjskog predstavnika Ceahlăula (1:2, 1:3). U Premijer ligi BiH natjecali su u sezoni 2002./03. kada ispadaju u Prvu ligu FBiH. U najviši rang nogometnih natjecanja u BiH vraćaju se u sezoni 2004./05. Iz Premijer lige kao petnaestoplasirana momčad ispadaju u sezoni 2007./08. Trenutačno se natječe u 1. ligi FBiH.

## Poznati igrači
- Senad Karač
- Miralem Ibrahimović
- Alen Mešanović
- Ervin Smajlagić
- Ahmad Sharbini
- Safet Nadarević
- Fuad Šašivarević
- Miroslav Dujmović
- Vahidin Čahtarević
- Damir Mirvić
- Halim Stupac
- Adis Stambolija
- Marko Basara
- Damir Mirvić
- Denis Mujkić
- Nedžad Žerić
- Edis Kurtanović
- Edis Begatović
- Duško Vranešević
- Aleksandar Malbašić
- Mladen Stjepanović
- Uroš Stojanov
- Anes Nuspahić

## Poznati treneri
- Mehmed Janjoš
- Ivan Katalinić
- Miralem Ibrahimović
- Asim Saračević
- Kemal Alispahić
- Besim Šabić
- Boris Bračulj

## Vanjske poveznice
- Službene klupske stranice